# 出羽ヶ嶽文治郎
出羽ヶ嶽 文治郎（でわがたけ ぶんじろう、1902年12月20日 - 1950年6月9日）は、山形県南村山郡（現：山形県上山市）出身で出羽海部屋に所属した大相撲力士。本名は斎藤 文次郎（さいとう ぶんじろう）（旧姓：佐藤）。最高位は東関脇。
大相撲初の、身長200cm・体重200kgを両方超えた日本人力士であり、身長は最高で205cmを記録した。 昭和40年代あたりまで、日本史上最高体重の人物とも言われていた。

## 来歴
非常に肌寒い1902年12月20日に、山形県南村山郡（現：山形県上山市）で生まれる(出生地は諸説あり)。幼少時代から既に巨躯で、小学校入学時点で161cmと当時の日本人の体格で考えると教員と変わらないほどの新入生であった。子供の頃から体格が良かったが気弱で泣き虫であり、小学校時代は集団に入らずに読書をして過ごすことが多く、巨体がコンプレックスであったため人前では立った姿をなるべく見せないようにしていた。奉公に出されても巨体のため引き取り手が無く、山形県中川村の世話役によって東京で青山脳病院を経営していた斎藤紀一に面倒を見てもらっていた。紀一は斎藤茂吉の義父（のちに継父）で、世間や斎藤家に出入りしていた関係者も文次郎少年は紀一の養子であると考えていたが、実際は紀一の親戚である斎藤貞次郎の養子となっていた。青山南町の青南小学校から青山学院中等科へ入学した時は身長が182cmまで達し、体重も100kgを超えていたが、紀一の元で過ごしていたことと、頭脳明晰で成績優良、級長を務めて将来は小児科医になるつもりだったため、紀一が後援していた出羽ノ海から勧誘されても一度断った。それでも熱心に勧誘され続けたため、最終的には中途退学して入門することとなった。この時で身長198cm・体重140kgの巨漢だった(当時の身長に関しては文献によって異なる数値が出ている)。一方、相撲記者の抜井規泰の取材によると、「日本一頭のいい男と、日本一身体の大きい男を養子にする」と豪語した育ての親の紀一は始めから文治郎を力士にするつもりであったといい、嫌がっていた文治郎を説き伏せて自身がタニマチを務めた出羽海部屋に入門させたとある。一説には中学時代に巨人症が発覚したことで自棄になった文治郎を紀一が説得して角界入りを勧めたという話もある。
四股名は山形県出身であることと所属する出羽海部屋から「出羽ヶ嶽」として1917年5月場所で初土俵を踏む。初土俵の頃は体が大きいだけで動きが鈍く、番付に名前が載るまでに3場所を要した。幼少期から奇異の目で見られてきた出羽ヶ嶽にとって笑い者になっていた下位時代は苦痛であった。
栃木山守也の指導が功を奏して1925年1月場所で新入幕を果たすと、立合いは遅かったが角界入りしてからも成長を続ける体格を生かした小手投げ・鯖折りが強く、腕力そのものは非力だったもののこれによって負傷者が続出したため、対戦相手から恐れられた。1926年5月場所での太刀光電右エ門戦では出羽ヶ嶽の鯖折りで右脚を負傷、これが元で太刀光は大関から陥落し、以後も再起できなかった。
新入幕から負け越し知らずで関脇へ昇進するが、この時期に栃木山守也が余力を残したまま現役引退したことで稽古相手がいなくなり(出羽ヶ嶽自体並外れた巨漢のため他に誰も稽古したがらなかった)、さらに脊髄にカリエスを患ったことで1926年5月場所を途中休場、平幕降格は免れたものの以降は勝ち越しても6勝5敗の成績が増えていく。1928年5月場所、同年10月場所は小結でありながら全休し、1930年1月場所ではついに幕尻まで番付を下げてしまった。1932年には天竜三郎が春秋園事件を起こし、多くの力士と共に大日本相撲協会を脱退するが、出羽ヶ嶽だけは「肉体その他の条件から、まげを切らすに忍びない」という理由、そして本人が泣いて拒んだことから髷を切らず、同年5月場所において斎藤茂吉の説得もあって番付外幕尻格で帰参した。
1935年1月場所を3勝8敗と大きく負け越したことでついに平幕の座を失い、十両に降格した後も2勝9敗（同年5月場所）、11日全休（1936年1月場所）と思うような相撲が取れず、あっという間に関取の座も失った。その後も休場が続き、1938年5月場所は元関脇として当時、異例の三段目陥落となってしまった。その場所では5勝2敗と勝ち越して翌1939年1月場所は幕下（西24枚目）に戻り、その1月場所も4勝3敗と勝ち越した。同年5月場所は西幕下10枚目で迎えたが、1勝5敗と負け越しが決まったことで場所途中に現役を引退し、年寄・田子ノ浦を襲名した。当時の「田子ノ浦」という名跡は、立浪部屋に所属していた十両の桐ノ花が保有していたが、出羽ヶ嶽が部屋の女中頭である桐ノ花の妹と結婚して義兄弟になったこともあって名跡を譲渡され、これ以降は借株を挟んで久島海啓太が襲名、没するまで出羽海一門の名跡とされている。

### 引退後
終戦後、旧両国国技館がGHQに接収されて「メモリアルホール」と改名された際には、下駄での入場は禁止されていたが、出羽ヶ嶽のみが貸出用スリッパでサイズが合うものが無かったために許可された。晩年は東京都江戸川区小岩で焼き鳥店「やきとり文ちゃん」と花屋を経営していた。当時の部屋付き親方は待遇が悪く親方業だけでは生活が苦しいため副業を行っていたという。
1950年6月4日、脳出血に襲われ、朦朧とする意識の中で土俵が気になっていたのか妻に巡業の業務に行くための切符を買うように求めた。数日間病床にあったが、1950年6月9日に死去、47歳没。最後の言葉は「犬と猫、頼むな」。出羽ヶ嶽の遺体は巨人症の研究のために解剖されることとなったが、故人の名誉を重んじて死去直後は死因確認を目的とする簡単な病理解剖が行われただけで、その後の遺体は東京大学医学部に長きに渡って保管された。そして、出羽ヶ嶽の死去から約35年が経過した1984年に、巨人症の研究が開始されることとなり、出羽ヶ嶽の遺体が本格的に解剖された。1986年には骨格研究の結果が論文報告された。出羽ヶ嶽の遺体の一部は、現在でも東京大学医学部附属病院に標本として保管されている。

## 人物
戦前力士としては非常に大きな体格で、腕力が非力で立合いも遅かったが、強烈な突っ張りから左右を抱え込んでの小手投げ・鯖折りが威力十分で恐れられた。幕内土俵入りを遠くから見物していても背が高い出羽ヶ嶽はどこにいるかすぐに判り、「文ちゃん」の愛称で大正末期から昭和初期に人気を独占、特に東京六大学野球に人気を取られて衰退期にあった相撲界を人気面で支えた。
関脇昇進後は大関・横綱昇進を期待されたが、足腰の負傷などで平幕どころか三段目まで降格となり、体重や年齢が半分程の対戦相手に苦戦する姿は同情を集める一方で嘲笑の的でもあり、悲惨だった。巨人症により脊椎が湾曲し、靭帯や骨と骨を繋ぐ組織が骨化し、満身創痍であった。現役時代には既に骨粗鬆症で骨がスカスカであったという。
現在では人権の問題になるが、当時の実況アナウンサー（松内則三とされる）は「大男、総身に知恵が回りかね。ただいま、出羽ヶ嶽登場」と実況し、これが「名調子」ともてはやされていた。杉山邦博は「人気者の一面をおもしろおかしく伝えようとしたのでしょうが、現在ならば完全にアウト。大バッシングを受けるでしょう。話の前後の内容がはぶかれ、その部分だけが切り取られて残ってしまったようです」とこれについて解説している。
出羽ヶ嶽は他人とは違う異形の自分を子供のころから恥じていた。斎藤紀一の孫で茂吉の子である北杜夫は、自らの一族をモデルとした小説『楡家の人びと』の中で、出羽ヶ嶽をモデルにした蔵王山辰次という人物について「化物じみている自分の身長を隠そうとして、人前では滅多に立とうとはしなかった」と描写している。また、見知らぬ人が自身を無断撮影した際にも抗議したことがある。出羽ヶ嶽には取組に負けると屈辱を隠すように微笑する癖があった。
手先が大変器用で、現役時代から小鳥の飼育、麻雀、ビリヤード、釣り、カメラなどの多彩な趣味の持主だった。特に犬、猫、小鳥、盆栽は、自分を嘲笑したり差別したりしないためか、病的なほど愛していたといい、ある時弟弟子が出羽ヶ嶽に口うるさく言われたと腹を立てて鳥かごごと小鳥を隅田川に投げ捨てた時には、死んだ小鳥を胸に、号泣したという。

## エピソード
- 本場所で使用する土俵から四本柱を廃止して現在のような吊り屋根にした時、柱の代替となる房の高さは7尺とされた。「出羽ヶ嶽の髷が引っ掛からないようにした」と持て囃されたと一部の好角家の間では有名である。しかし、吊り屋根に変更されたのは、出羽ヶ嶽の引退後どころか死去後（1952年）であり、そのように持てはやされることもあり得ず、大きな間違いである。実際には当時の現役力士で最も背が高かった不動岩三男の髷が引っ掛からないように設定されたものである。
- 現役時代のある日、昼飯として注文した盛り蕎麦の大盛りを、座った頭の高さまで平らげた。その枚数は30枚以上に及んだという。また、ある時の昼食のおかずが塩鮭一匹丸ごと、ご飯は金盥によそってあったという。
- 天竜三郎は後年になって「全盛期でも幕下の私より弱かった。出羽一門の宣伝によって作られた強豪力士」と主張している。さらに「一門別の巡業が終わる度に『出羽ヶ嶽が強くなって帰って来た』と吹聴していた。その宣伝もあって本場所では相手が出羽ヶ嶽の眼光に威圧されて動きが鈍り、こうなれば出羽ヶ嶽でも横綱級の強さを出せた」という持論を展開していた[17]。一方、斎藤茂吉は現役晩年の出羽ヶ嶽について「番付も下りくだりてよわくなりし出羽ヶ嶽見に来て黙しけり」と詠んでいる。
- 富岡八幡宮の「巨人力士身長碑」に名を刻むには、出羽ヶ嶽の身長である205cm（6尺7寸7分）に達していることが一つの基準となっており、昭和以降の力士としては唯一名を残している。平成時代に入って曙太郎が横綱に昇進した際に名を刻むことが検討されたが、公称身長が出羽ヶ嶽より1cm低かったことで実現しなかった。
- 弟弟子にあたる小島貞二によると現役末期にはトイレの1つに「この便所、出羽ヶ嶽使うべからず」と書かれるなど、周囲から虐待まがいの扱いを受けていたという。そこには関取経験者が幕下以下で暮らすと「ただ飯ぐらい」と厳しい目で見られたという当時の時代背景がある。周囲は揃って引退を勧め、斎藤茂吉も引退を促していた。そんな中、後の妻となる女中頭[18]だけは出羽ヶ嶽をかばった[19]。
- 斎藤茂吉の長男である斎藤茂太の随筆や、石井代蔵の「土俵の修羅」によると、出羽ヶ嶽の晩年は寂しかったとある。巨体ゆえに市井では厄介者扱いされ、晩年に結婚した女性[18]は出羽ヶ嶽を不憫に思って身を寄せたと書かれている。いつか妻に捨てられてしまうのではないかとを恐れて怯えていたのか、妻が1人で外出することにすら嫌な顔をし、（容姿が見栄えして他の男が妻に寄り付きかねないと恐れたため）化粧はおろか洗顔も許さなかったという逸話もある[8]。後者の著書には、妻が出羽ヶ嶽との間で流産を経験したことを示唆する内容がある。
- 故郷の上山城郷土資料館には「上山ゆかりの人々」として、出羽ヶ嶽の等身大像が展示されている[20]。

## 主な成績
- 通算成績：209勝179敗2預114休 勝率.539
- 幕内成績：150勝138敗53休 勝率.521
- 現役在位：56場所
- 幕内在位：31場所
- 三役在位：10場所（関脇2場所、小結8場所）

### 場所別成績
| 1917年 （大正6年） | x                   | x                | （前相撲）               | x                   |
| 1918年 （大正7年） | （前相撲）          | x                | 新序 0–2                 | x                   |
| 1919年 （大正8年） | 西序ノ口26枚目 3–2  | x                | 西序二段51枚目 5–0       | x                   |
| 1920年 （大正9年） | 西三段目49枚目 3–2  | x                | 東三段目22枚目 4–0 (1預) | x                   |
| 1921年 （大正10年） | 西幕下28枚目 4–1    | x                | 東幕下5枚目 3–2          | x                   |
| 1922年 （大正11年） | 東十両14枚目 2–3    | x                | 東幕下3枚目 4–1          | x                   |
| 1923年 （大正12年） | 東十両7枚目 7–3     | x                | 西十両2枚目 3–4          | x                   |
| 1924年 （大正13年） | 西十両5枚目 4–1     | x                | 東十両筆頭 5–1 (1預)     | x                   |
| 1925年 （大正14年） | 東前頭9枚目 8–3     | x                | 西前頭2枚目 9–2          | x                   |
| 1926年 （大正15年） | 西関脇 6–5          | x                | 東張出小結 3–3–5         | x                   |
| 1927年 （昭和2年） | 西張出小結 6–5      | 西張出小結 6–4–1 | 西小結 6–3–2             | 東小結 7–4          |
| 1928年 （昭和3年） | 東関脇 6–5          | 西小結 6–5       | 西小結 0–0–11            | 西小結 0–0–11       |
| 1929年 （昭和4年） | 東前頭5枚目 0–0–11  | 東前頭5枚目 3–8  | 東前頭13枚目 8–3         | 東前頭13枚目 0–0–11 |
| 1930年 （昭和5年） | 東前頭15枚目 7–4    | 東前頭15枚目 7–4 | 東前頭6枚目 2–9          | 東前頭6枚目 3–8     |
| 1931年 （昭和6年） | 西前頭10枚目 8–3    | 西前頭10枚目 7–4 | 東前頭2枚目 7–4          | 東前頭2枚目 4–7     |
| 1932年 （昭和7年） | 西前頭筆頭 – 脱退   | x                | 前頭 8–3 復帰            | 前頭 7–4            |
| 1933年 （昭和8年） | 西前頭筆頭 5–6      | x                | 西前頭3枚目 2–8–1        | x                   |
| 1934年 （昭和9年） | 西前頭8枚目 5–6     | x                | 西前頭10枚目 1–10        | x                   |
| 1935年 （昭和10年） | 西前頭16枚目 3–8    | x                | 西十両2枚目 2–9          | x                   |
| 1936年 （昭和11年） | 東十両14枚目 0–0–11 | x                | 西幕下3枚目 0–0–6        | x                   |
| 1937年 （昭和12年） | 西幕下15枚目 0–0–6  | x                | 東幕下33枚目 0–0–7       | x                   |
| 1938年 （昭和13年） | 西幕下35枚目 0–0–7  | x                | 東三段目11枚目 5–2       | x                   |
| 1939年 （昭和14年） | 西幕下24枚目 4–3    | x                | 西幕下10枚目 引退 1–5–2  | x                   |
| 各欄の数字は、「勝ち-負け-休場」を示す。 優勝 引退 休場 十両 幕下 三賞：敢=敢闘賞、殊=殊勲賞、技=技能賞 その他：★=金星 番付階級：幕内 - 十両 - 幕下 - 三段目 - 序二段 - 序ノ口 幕内序列：横綱 - 大関 - 関脇 - 小結 - 前頭（「#数字」は各位内の序列） |                     |                  |                          |                     |

- 1927年3月場所の1休、5月場所の2休はいずれも相手力士の休場によるもの

## 幕内対戦成績
| 力士名   | 勝数 | 負数 | 力士名         | 勝数 | 負数 | 力士名   | 勝数 | 負数 | 力士名 | 勝数 | 負数 |
| -------- | ---- | ---- | -------------- | ---- | ---- | -------- | ---- | ---- | ------ | ---- | ---- |
| 阿久津川 | 2    | 0    | 男女ノ川(朝潮) | 1    | 5    | 朝光     | 4    | 1    | 旭川   | 2    | 2    |
| 朝響     | 5    | 3    | 鞍ヶ嶽(東関)   | 3    | 1    | 綾ノ浪   | 2    | 0    | 荒熊   | 1    | 0    |
| 池田川   | 6    | 0    | 泉洋           | 1    | 0    | 一ノ濱   | 2    | 1    | 射水川 | 2    | 1    |
| 大潮     | 1    | 2    | 大浪           | 1    | 1    | 大ノ濱   | 1    | 1    | 大八洲 | 0    | 1    |
| 沖ツ海   | 2    | 3    | 小野錦         | 1    | 0    | 大蛇山   | 6    | 5    | 海光山 | 0    | 1    |
| 鏡岩     | 1    | 5    | 桂川           | 0    | 1    | 金湊     | 0    | 1    | 清瀬川 | 5    | 6    |
| 錦華山   | 1    | 0    | 錦城山         | 2    | 0    | 古賀ノ浦 | 7    | 4    | 越ノ海 | 2    | 0    |
| 琴ヶ浦   | 4    | 0    | 潮ヶ濱         | 2    | 0    | 清水川   | 3    | 6    | 白岩   | 1    | 0    |
| 鷹城山   | 2    | 0    | 高登           | 2    | 2    | 寳川     | 2    | 6    | 太刀光 | 1    | 2    |
| 太刀若   | 0    | 1    | 玉錦           | 0    | 5    | 玉ノ海   | 0    | 1    | 太郎山 | 4    | 6    |
| 筑波嶺   | 1    | 3    | 劔岳           | 4    | 3    | 土州山   | 0    | 4    | 巴潟   | 1    | 1    |
| 豊國     | 2    | 9    | 錦洋           | 1    | 7    | 西ノ海   | 2    | 1    | 能代潟 | 5    | 7    |
| 幡瀬川   | 2    | 3    | 磐石           | 0    | 1    | 双葉山   | 0    | 2    | 星甲   | 5    | 2    |
| 真砂石   | 1    | 0    | 松前山         | 0    | 1    | 真鶴     | 3    | 1    | 三杉磯 | 3    | 1    |
| 宮城山   | 1    | 7    | 矢筈山         | 2    | 0    | 吉野山   | 11   | 1    | 雷ノ峰 | 6    | 1    |
| 若瀬川   | 3    | 3    | 若葉山         | 11   | 2    |          |      |      |        |      |      |